# Торричелла, Кристоф
Кри́стоф Торриче́лла (нем. Christoph Torricella; ок. 1715, Швейцария — 4 января 1798, Вена) — австрийский музыкальный издатель швейцарского происхождения. Открыл своё дело в Вене (магазин искусств — Kunsthandlung) в начале 1770-х годов; 5 апреля 1775 года объявил в «Венском дневнике» (Wiennerische Diarium) о прибытии новых медных досок. Его деловые связи в области музыки первоначально состояли во ввозе нот из Англии, Нидерландов и Парижа.
В 1777 году в Вену перебрался бывший успешный парижский музыкальный издатель Антуан Юберти (ради этого переезда он продал своё дело Зиберу). Несмотря на бурную музыкальную жизнь города, начать новую фирму при уже действующих Торричелле и Артарии ему не удалось, и с 1781 года он стал готовить музыкальный текст для Торричеллы. Так в этом году появились первые собственные нотные издания последнего. Постепенно многие произведения, изданные в прошлом Юберти, перешли во владение Торричеллы. Одним из важнейших среди них было «Искусство игры на скрипке» Франческо Джеминиани, вышедшее 16 октября 1782 года новым роскошным изданием.
Несмотря на первоначальное процветание фирмы, конкуренция с Артарией её погубила. В результате состоявшегося 12 августа 1786 года общественного аукциона большинство клише Торричеллы отошли к Артарии. Обедневший Торричелла, однако, до самой смерти продолжал содержать свой магазин.
Торричелла был пионером музыкального издательства в Вене, но из-за своего преклонного возраста потерпел неудачу. Его издания представляют теперь большую редкость.

## Важнейшие издания
- Бах
  - три фортепианных концерта
  - шесть сонат с аккомпанементом
- Йозеф Гайдн
  - несколько симфоний
- Моцарт
  - Три сонаты, соч. 7 (клавирные сонаты K. 333/315c, K. 284/205b[англ.] и скрипичная соната K. 454[англ.])
  - фортепианная редакция увертюры к «Похищению из сераля»
- Клементи
  - Три сонаты, соч. 10
- Ваньхаль
  - Три каприса [сонаты] для клавира
  - семь вариаций
- Арии Сарти и Сальери
- Несколько сочинений Гофмейстера и Кожелуха
- Сочинения Друшецкого[англ.], Мандрупа Лема[англ.], Розетти, Максимилиана Стадлера[англ.] и Тица